# SS Gallic (1894)
El SS Gallic (originalmente SS Birkenhead) fue un transbordador británico construido en 1894 por los astilleros John Scott & Co. de Kinghorn, en Fife (Escocia).               
Propulsado por una rueda de paletas, movida por una máquina de vapor, fue encargado por la empresa Birkenhead Corporation, que lo operó en el río Mersey hasta 1907, cuando fue vendido a la White Star Line, que lo destinó al traslado de pasajeros a los diferentes transatlánticos de la compañía desde el puerto de Cherburgo, en Francia, donde tenía su base. Sin embargo, pronto fue considerado demasiado pequeño para atender a los barcos cada vez más grandes de la flota de la compañía.               
Cuando J. Bruce Ismay propuso construir los transatlánticos de la clase Olympic, la empresa decidió construir dos nuevos transbordadores, el SS Nomadic (para pasajeros de primera y segunda clase) y el SS Traffic (para pasajeros de tercera clase y el correo). La naviera, no obstante, mantuvo al Gallic en Cherburgo durante un corto período de tiempo, en el que fue utilizado esporádicamente hasta que, dado el resultado exitoso de los nuevos transbordadores, se decidió enviarlo al desguace en 1913, tras un corto intervalo de inmovilización.
En 1918, fue construido el SS War Argus, que primero fue destinado a la Marina Real británica y, al año siguiente, terminada la Primera Guerra Mundial, fue adquirido por la White Star y destinado al transporte de carga como SS Gallic (II).